# 銥衛星33號
銥衛星33號（英語：Iridium 33）是由美國銥衛星通訊公司發射的通訊衛星，並與其他衛星組成銥衛星星座系統。1997年9月14日，搭載銥衛星33號的D組級藉由質子K型運載火箭，從拜科努爾太空發射場的81站點發射升空，並進入低軌道。這次衛星的發射由國際發射服務公司（ILS）安排。2009年2月10日，銥衛星33號與宇宙2251衛星在西伯利亞發生碰撞事故，並在地球低軌道產生大量殘骸。